# Seznam osebnih imen na F
Seznam osebnih imen, ki se pričnejo s črko F.

## Seznam

### Fa
- Fabian
- Fabijan
- Fabjan
- Fabio
- Fadil
- Fadila
- Fanči
- Fani
- Fanika
- Faruk
- Fata
- Fate
- Fatima
- Fatime
- Fatma
- Fatmir
- Faton

### Fe
- Fedja
- Fedor
- Fedora
- Felicijan
- Felicita
- Feliks
- Ferdinand
- Ferdinanda
- Ferdo
- Ferenc
- Ferid
- Ferida

### Fi
- Fikret
- Fikreta
- Filip
- Filipa
- Filipina
- Filomeja
- Filip Jakob
- Fin
- Fiona

### Fj
- Fjodor

### Fl
- Flavio
- Flora
- Florian
- Florijan
- Florijana
- Florjan
- Florjana

### Fo
- Fonzi
- Fortunat

### Fr
- Fran
- Franc
- Franca
- France
- Francelj
- Franci
- Franciska
- Francka
- Franček
- Frančišek
- Frančiška
- Frane
- Franek
- Franica
- Franja
- Franjo
- Franjica
- Frank
- Franika
- Franka
- Franko
- Fredi
- Freja
- Frenk
- Fric
- Frida
- Friderik
- Friderika
- Friderih